# Sambongpari
Sambongpari is een bestuurslaag in het regentschap Kota Tasikmalaya van de provincie West-Java, Indonesië. Sambongpari telt 8103 inwoners (volkstelling 2010).